# Jesse Carlson
Pour les articles homonymes, voir Carlson.
Jesse Craig Carlson (né le 31 décembre 1980 à New Britain, Connecticut, États-Unis) est un lanceur de relève gaucher qui joue dans les Ligues majeures de baseball avec les Blue Jays de Toronto de 2008 à 2010.

## Carrière
Jesse Carlson est un drafté en 15e ronde en 2002 par les Tigers de Detroit. Libéré de son contrat par les Tigers en 2003, il joue en ligues mineures pour diverses formations affiliées aux clubs du baseball majeur au cours des années suivantes : les Astros de Houston (2003-2004), les Blue Jays de Toronto  (2005) et les Rangers du Texas (2006). Il est rapatrié par les Blue Jays et passe l'année 2007 dans les mineures avant de faire ses débuts en MLB dans l'uniforme torontois le 10 avril 2008 à l'âge de 27 ans.
Il brille à sa première année chez les Jays. Prenant part à 69 parties en 2008, le gaucher totalise 60 manches au monticule, durant lesquelles il enregistre 55 retraits sur des prises et conserve une excellente moyenne de points mérités de 2,25. De plus, il remporte sept victoires contre seulement deux défaites et réussit deux sauvetages.
En 2009 cependant, sa moyenne grimpe à 4,66 en 73 sorties en relève et 67 manches et deux tiers lancées. Il mérite une victoire mais subit six revers.
Au cours de la saison 2010, Carlson fait pour la première fois en trois ans un séjour en ligue mineure. Avec les Blue Jays, il lance 20 matchs et affiche une moyenne de points mérités de 4,61.
Il rate toute la saison 2011 en raison d'une blessure à la coiffe du rotateur.
Malgré un contrat signé le 7 décembre 2011 avec les Red Sox de Boston, Carlson ne revient pas dans les majeures après la saison 2010.

## Statistiques
| Saison | Équipe  | G   | GS | CG | SHO | V | D | SV | IP    | SO  | ERA  |
| ------ | ------- | --- | -- | -- | --- | - | - | -- | ----- | --- | ---- |
| 2008   | Toronto | 69  | 0  | 0  | 0   | 7 | 2 | 2  | 60.0  | 55  | 2,25 |
| 2009   | Toronto | 73  | 0  | 0  | 0   | 1 | 6 | 0  | 67.2  | 51  | 4,66 |
| 2010   | Toronto | 20  | 0  | 0  | 0   | 0 | 0 | 1  | 13.2  | 8   | 4,61 |
| Totaux | Totaux  | 162 | 0  | 0  | 0   | 8 | 8 | 3  | 141.1 | 114 | 3,63 |

Note : G = Matches joués ; GS = Matches comme lanceur partant ; CG = Matches complets ; SHO = Blanchissages ; 
V = Victoires ; D = Défaites ; SV = Sauvetages ; IP = Manches lancées ; SO = Retraits sur des prises ; ERA = Moyenne de points mérités.